# زملول ضئيل
زملول ضئيل (الاسم العلمي:Exobasidium inconspicuum) هو نوع من الفطريات يتبع جنس الزملول من الفصيلة الزملولية.